# Kerstin Thomas
Kerstin Thomas (* 1970 in Hanau) ist eine deutsche Kunsthistorikerin und stellvertretende Leiterin des Instituts für Kunstgeschichte an der Universität Stuttgart.

## Leben
Kerstin Thomas studierte von 1992 bis 2001 an der Johann Wolfgang Goethe-Universität in Frankfurt am Main Kunstgeschichte, Philosophie und Klassische Archäologie. Anschließend  hatte sie ein Stipendium am dortigen Graduiertenkolleg Psychische Energien bildender Kunst und 2005 eins am Deutschen Forum für Kunstgeschichte in Paris. Sie promovierte 2006 zum Thema Stimmung als malerische Weltaneignung. Puvis de Chavannes – Seurat – Gauguin. Von 2006 bis 2009 arbeitete sie in Paris als wissenschaftliche Assistentin. Von 2009 bis 2010 war sie Forschungsstipendiatin der DGIA an der Freien Universität Berlin. Von 2010 bis 2016 leitete sie die Emmy-Noether-Nachwuchsgruppe Form und Emotion. Affektive Strukturen in der französischen Kunst des 19. Jahrhunderts und ihre soziale Geltung an der Johannes Gutenberg-Universität Mainz. 2013 war sie als Guest Scholar am Getty Research Institut in Los Angeles tätig. Im April 2018 übernahm sie den Lehrstuhl für Moderne am Institut für Kunstgeschichte an der Universität Stuttgart. Von Oktober 2018 bis September 2021 war sie Dekanin der Philosophisch-Historischen Fakultät in Stuttgart. Seit März 2022 ist sie Erste Vorsitzende des Deutschen Verbands für Kunstgeschichte e.V. und seit März 2023 Vorsitzende des Württembergischen Kunstvereins Stuttgart.

## Fachgebiet
Das Forschungsgebiet von Kerstin Thomas ist die Kunstgeschichte der Moderne, insbesondere die französische Kunst und Kunsttheorie des 19. Jahrhunderts. Zudem beschäftigt sie sich mit Kunstkritik und kunstgeschichtlicher Emotionsforschung. Sie interessieren zudem die Form- und Ausdruckskonzepte der Moderne in Kunst, Wissenschaft und Ästhetik, und die Wissenschaftsgeschichte.
Sie arbeitet an einem Handbuch der Emotionsbegriffe im französischen Kunstdiskurs des 19. Jahrhunderts und an einem Projekt im Rahmen des DFG-Netzwerks mit dem Titel Das nächtliche Selbst. Traumwissen und Traumkunst im Jahrhundert der Psychologie (1850-1950).

## Mitgliedschaften
Kerstin Thomas ist Mitglied in folgenden Organisationen:
- Gesellschaft zur Erforschung des 19. Jahrhunderts
- DFG-Netzwerk „Das nächtliche Selbst. Traumwissen und Traumkunst im Jahrhundert der Psychologie (1850–1950)“[4]
- DFG-Netzwerk „Stimmungen, Konflikte, Welten“
- AcademiaNet – Netzwerk exzellenter Wissenschaftlerinnen[2]

## Publikationen (Auswahl)

### Bücher
- Matters of Fact. Schwerpunktthema der Zeitschrift für Ästhetik und Allgemeine Kunstwissenschaft. In: Kerstin Thomas und Aron Vinegar (Hrsg.): Zeitschrift für Ästhetik und Allgemeine Kunstwissenschaft. Band 60, Nr. 1, 2015.
- Welt und Stimmung bei Puvis, de Chavannes, Seurat und Gauguin. Deutscher Kunstverlag, Berlin/München 2010, ISBN 978-3-422-06404-1.
- Kerstin Thomas (Hrsg.): Stimmung. Ästhetische Kategorie und künstlerische Praxis. Kolloquium in Paris, Deutsches Forum für Kunstgeschichte 2007. Deutscher Kunstverlag, Berlin/München 2010, ISBN 978-3-422-06938-1.
- Kerstin Thomas und Ursula Schöndeling: Körperinszenierungen. Choreographie und Maskerade. Ausstellungskatalog Oper Frankfurt. 1999.[2]

### Aufsätze
- Passion, Sentiment, Emotion - Zur Gefühlskultur in der Kunst zwischen Aufklärung und Moderne. In: Herrmann Arnhold (Hrsg.): Passion Leidenschaft: die Kunst der grossen Gefühle. Berlin 2020, ISBN 978-3-422-98423-3, S. 79 - 92.
- Das bestimmte Unbestimmte: Formen der Emotion im Bild. In: Marion Lauschke, Johanna Schiffler und Franz Engel (Hrsg.): Ikonische Formprozesse. Zur Philosophie des Unbestimmten in Bildern. de Gruyter, Berlin/Boston 2018, ISBN 978-3-11-053103-9, S. 85–100.
- Zwischen Bild und Musik: Farbe und Stimmung in den Bildern von Paul Cézanne. In: Elisabeth Oy-Marra, Klaus Pietschmann, Gregor Wedekind und Martin Zenck (Hrsg.): Intermedialität von Bild und Musik. Wilhelm Fink, München 2018, ISBN 978-3-7705-5559-8, S. 323–348.
- Expressive Things: Art Theories of Henri Focillon and Meyer Schapiro Reconsidered. In: Sjoerd van Tuinen (Hrsg.): Speculative Art Histories. Analysis at the Limits. University Press, Edinburgh 2017, ISBN 978-1-4744-2104-1, S. 113–129.
- Die Kunst der unablässigen Reprise. Gauguins Spätwerk zwischen Selbstvergewisserung und Experiment. In: Verena Krieger und Sophia Stang (Hrsg.): Wiederholungstäter. Die Selbstwiederholung als künstlerische Praxis in der Moderne. Böhlau, Köln/Weimar/Wien 2017, ISBN 978-3-412-50748-0, S. 63–79.
- Grau als Farbe des Gefühls in der symbolistischen Malerei. In: Magdalena Bushart und Gregor Wedekind (Hrsg.): Die Farbe Grau. De Gruyter, Berlin/Boston 2016, ISBN 978-3-11-037279-3, S. 219–235.
- Subtilité de différence. Henri Focillons Konzept des Kunstwerks. In: Bernadette Collenberg-Plotnikov, Carole Maigné und Céline Trautmann-Waller (Hrsg.): Berlin 1913 – Paris 1937: Ästhetik und Kunstwissenschaft im Zeitalter der Kongresse / l’Esthétique et la science de l’art à l’âge des congrès (= Zeitschrift für Ästhetik und Allgemeine Kunstwissenschaft. Band 61, Nr. 2). Felix Meiner Verlag, Hamburg 2016, ISBN 978-3-7873-3107-9, S. 315–328.
- Halbschlafbilder. In: Marie Guthmüller und Hans-Walter Schmidt-Hannisa (Hrsg.): Das nächtliche Selbst. Traumwissen und Traumkunst im Jahrhundert der Psychologie. Band 1. Wallstein, Göttingen 2016, ISBN 978-3-8353-1903-5, S. 249–277.
- The Still Life of Objects: Heidegger, Schapiro, and Derrida reconsidered. In: Kerstin Thomas und Aron Vinegar (Hrsg.): Matters of Fact, Schwerpunktthema der Zeitschrift für Ästhetik und Allgemeine Kunstwissenschaft. Band 60, Nr. 1, 2015, ISSN 0044-2186, S. 81–102.
- Das Künstlerbuch als Palimpsest. Paul Gauguins Noa Noa. In: Caroline Fischer, Diego Saglia und Brunhilde Wehinger (Hrsg.): Produktive Rezeption: Imitatio, Intertextualität, Intermedialität, Kolloquium in Fréjus, 2010. Stauffenberg, Tübingen 2015, ISBN 978-3-86057-233-7, S. 135–161.
- The art historian among artists. Kunstkritik und Kunstgeschichte bei Meyer Schapiro. In: Beate Söntgen (Hrsg.): Zeitschrift für Kunstgeschichte. Band 78, Nr. 1, 2015, ISSN 0044-2992, S. 45–64.
- Innen und außen. Stimmungsmalerei in Impressionismus und Expressionismus. In: Angelika Wesenberg (Hrsg.): Impressionismus –Expressionismus. Kunstwende. Ausstellungskatalog Alte Nationalgalerie Berlin. Hirmer, München 2015, ISBN 978-3-7774-2343-2, S. 35–44.
- Das affektive Regime der Bilder. In: Claudia Emmert und Jessica Ullrich (Hrsg.): Affekte. Ausstellungskatalog Kunstpalais Erlangen. Neofelis Verlag, Berlin 2014, ISBN 978-3-95808-010-2, S. 180–193.
- Persönliche Objekte. Psychoanalyse und Kunst bei Meyer Schapiro. In: Imago. Interdisziplinäres Jahrbuch für Psychoanalyse und Ästhetik. Psychosozial-Verlag,, Gießen 2014, S. 177–194.
- Aufruhr der Malerei. Das Ereignis als synästhetischer Schock in Carlo Carràs „Begräbnis des Anarchisten Galli“. In: Uwe Fleckner (Hrsg.): Bilder machen Geschichte. Historische Ereignisse im Gedächtnis der Kunst. Akademie Verlag, Berlin 2014, ISBN 978-3-05-006317-1, S. 293–304.
- Momentane Mimik und potentielle Energetik. Aby Warburgs Ausdruckskunde zwischen Ästhetik und Naturwissenschaft. In: Jutta Müller-Tamm, Henning Schmidgen und Tobias Wilke (Hrsg.): Gefühl und Genauigkeit. Empirische Ästhetik um 1900, Kolloquium Berlin 2012. Fink, München 2014, ISBN 978-3-7705-5584-0, S. 137–167.
- Corot und die Ästhetik der Rêverie. In: Dorit Schäfer und Margret Stuffmann (Hrsg.): Camille Corot. Natur und Traum, Ausstellungskatalog Staatliche Kunsthalle Karlsruhe. Heidelberg 2012, ISBN 978-3-86828-332-7, S. 363–373.
- Bildstimmung als Bedeutung in der Malerei des 19. Jahrhunderts. In: Anna-Katharina Gisbertz (Hrsg.): „Stimmung“. Zur Wiederkehr einer ästhetischen Kategorie. Kolloquium an der Universität Mannheim 2009. Fink, München 2011, ISBN 978-3-7705-5176-7, S. 211–234.
- Les panthéons d’artistes. Delaroche et Cornelius. In: Thomas W. Gaehtgens und Gregor Wedekind (Hrsg.): Le culte des Grands Hommes 1750–1850. Paris 2009, S. 371–408.
- Heroen der Moderne. Zur kollektiven Konstruktion von Heldenbildern. Ablösung oder Umwertung eines traditionellen Konzeptes in der französischen Kunst des 19. Jahrhunderts? In: Acta Historiae Artium. Band 48, 2007, S. 305–315.
- „Un paysage est un état del’âme“. Landschaft als Stimmung bei Paul Gauguin. In: Werner Busch und Oliver Jehle (Hrsg.): Vermessen. Landschaft und Ungegenständlichkeit. diaphanes, Zürich/Berlin 2007, ISBN 978-3-03734-015-8, S. 167–185.
- Die Poetik des Tagtraums. Arkadische Heiterkeit bei Pierre Puvisde Chavannes. In: Klaus Herding und Antje Krause-Wahl (Hrsg.): Wie sich Gefühle Ausdruck verschaffen. Emotionen in Nahsicht. Dr. H. H. Driesen, Taunusstein 2007, ISBN 978-3-936328-76-9, S. 211–230.
- Stimmung in der Malerei. Zu einigen Bildern Georges Seurats. In: Klaus Herding und Bernhard Stumpfhaus (Hrsg.): Pathos, Affekt, Gefühl. Die Emotionen in den Künsten, Kongress Oper Frankfurt/Main 2002. de Gruyter, Berlin 2004, ISBN 978-3-11-017735-0, S. 448–466.